# Puchar Europy w Biegu na 10 000 metrów 2007
11. Puchar Europy w Biegu na 10 000 metrów – zawody lekkoatletyczne, które odbyły się 7 kwietnia 2007 w Ferrarze.

## Rezultaty

### Mężczyźni
| Konkurencja   | 1. miejsce       | Rezultat            | 2. miejsce         | Rezultat            | 3. miejsce        | Rezultat            |
| ------------- | ---------------- | ------------------- | ------------------ | ------------------- | ----------------- | ------------------- |
| Indywidualnie | André Pollmächer | 28:17,17            | Günther Weidlinger | 28:19,11            | Carles Castillejo | 28:32,70            |
| Drużynowo     | Hiszpania        | 1:26:55,09 (19 pkt) | Włochy             | 1:27:44,24 (29 pkt) | Portugalia        | 1:27:48,78 (28 pkt) |

### Kobiety
| Konkurencja   | 1. miejsce        | Rezultat            | 2. miejsce          | Rezultat            | 3. miejsce      | Rezultat |
| ------------- | ----------------- | ------------------- | ------------------- | ------------------- | --------------- | -------- |
| Indywidualnie | Elvan Abeylegesse | 31:25,15            | Tetiana Hołowczenko | 31:59,98            | Nathalie De Vos | 32:07,62 |
| Drużynowo     | Hiszpania         | 1:39:02,23 (22 pkt) | Włochy              | 1:39:40,51 (23 pkt) | N/A             | N/A      |